# Michael McClure
Pour les articles homonymes, voir McClure.
Michael McClure, né le 20 octobre 1932 à Marysville dans le Kansas et mort le 4 mai 2020 à Oakland (Californie), est un poète, un essayiste et un dramaturge américain.

## Biographie
De son enfance passée dans le Kansas, Michael McClure retiendra une forte attirance pour les thèmes de la nature, de l'animalité, de la notion d'organisme vivant (il se destinait initialement au métier de naturaliste). Il remarque dans Scratch The Beat Surface : « L'humain qui refuse d'admettre qu'il est d'abord un animal est moins qu'un animal. »
Lecteur de James Joyce, de T.S. Eliot, d'Ezra Pound, et d'abord attiré par la versification classique, Michael Mc Clure rencontre Allen Ginsberg, pendant ses années d'université à San Francisco. Leur amitié, d'abord fondée sur leurs différences de vues à propos de William Blake, se renforcera après une lecture commune de poèmes tenue en 1955 à la Six Gallery, à laquelle participèrent, outre Ginsberg et McClure, Gary Snyder, Philip Whalen et Lawrence Ferlinghetti. Cette lecture publique est souvent considérée comme le début d'un type de littérature dite « beat », où dominent le sentiment d'une humanité destructrice de son propre environnement, l'angoisse de la perte du sens dans les sociétés technicistes, le choix d'une vie errante et la déstructuration du langage « normal » au profit des qualités musicales et rythmiques de la langue.
En mai 1968, McClure accepte de rencontrer, par l'intermédiaire d'une amie commune, le « frontman » de The Doors, Jim Morrison. Le chanteur admire le « beat poet » depuis ses années de lycée mais, entre les deux hommes, le courant passe difficilement. Néanmoins, leur passion commune de la poésie les rapproche et McClure encouragera Morrison à publier ses poèmes. 
Cette rencontre constitue également l'occasion pour McClure de rencontrer les autres membres du groupe The Doors, en particulier l'organiste Ray Manzarek avec qui il se lie d'amitié. De 1988 à 2013, McClure et Manzarek présentent des spectacles où la virtuosité d'improvisation de l'organiste sert la lecture de ses œuvres par le poète.
En 1976, il fait partie des artistes lors du dernier concert de The Band, (The Last Waltz).